# Larry Combest

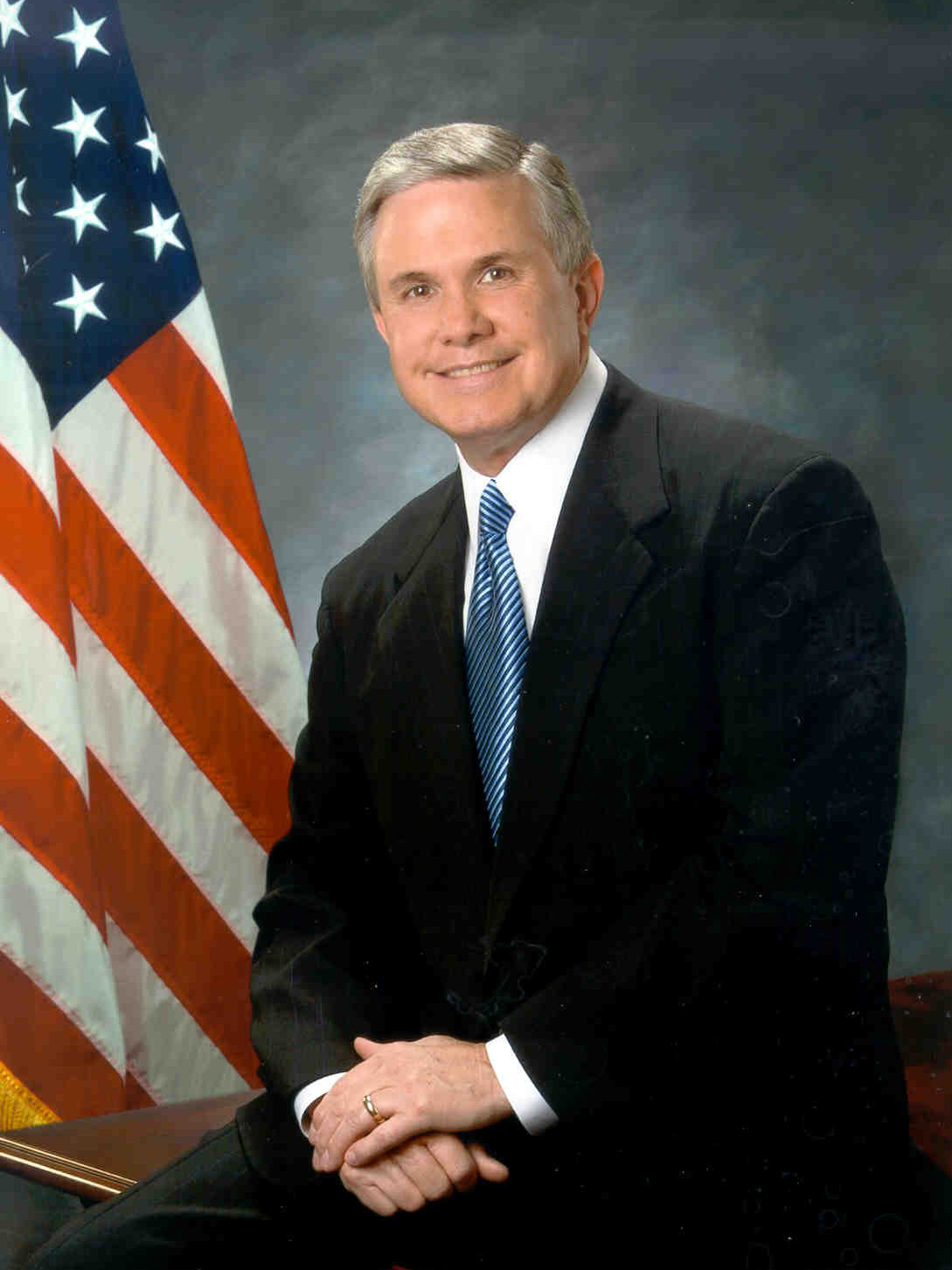
Larry Combest

Larry Ed Combest (* 20. März 1945 in Memphis, Hall County, Texas) ist ein US-amerikanischer Politiker. Zwischen 1985 und 2003 vertrat er den Bundesstaat Texas im US-Repräsentantenhaus.

## Werdegang
Larry Combest studierte bis 1969 an der West Texas State University in Canyon. Danach arbeitete er als Farmer. Im Jahr 1971 war er für kurze Zeit als Abteilungsdirektor beim US-Landwirtschaftsministerium beschäftigt. Zwischen 1971 und 1978 gehörte Combest dem Stab von US-Senator John Tower an. Außerdem wurde er als privater Geschäftsmann tätig. Politisch schloss er sich der Republikanischen Partei an.
Bei den Kongresswahlen des Jahres 1984 wurde Combest im 19. Wahlbezirk von Texas in das US-Repräsentantenhaus in Washington, D.C. gewählt, wo er am 3. Januar 1985 die Nachfolge von Kent Hance antrat. Nach neun Wiederwahlen konnte er bis zu seinem Rücktritt am 31. Mai 2003 im Kongress verbleiben. Zwischen 1995 und 1997 war er Vorsitzender des Geheimdienstausschusses; seit 1999 leitete er den Landwirtschaftsausschuss. In seine Zeit als Kongressabgeordneter fielen die Terroranschläge am 11. September 2001 und der Beginn des Irakkrieges.
Combest Rücktrittserklärung erfolgte kurz nach dem Tod seines Vaters und einer Tochter. Diese Todesfälle bewogen ihn zur Änderung seines Lebensstils und zu seinem Rücktritt. Sein Mandat fiel nach einer Nachwahl an Randy Neugebauer.